# L-환산
L-환산(L-reduction, linear reduction)은 최적화 문제 간의 근사 비율을 선형 보존하는 환산이다. 여기에서 'L'의 의미는 선형(linear)을 가리킨다.

## 정의
최적화 문제 {\displaystyle A,B}와 각 문제의 비용 함수 {\displaystyle c_{A},c_{B}}에 대해서, 함수 {\displaystyle f,g}와 양수 {\displaystyle \alpha ,\beta }가 다음의 조건을 만족할 경우 {\displaystyle (f,g,\alpha ,\beta )}를 A에서 B로의 L-환산이라고 정의한다.
- 두 함수 {\displaystyle f,g}는 다항 시간에 계산가능하다.
- 문제 {\displaystyle A}에 속하는 입력 {\displaystyle x}에 대해, {\displaystyle f(x)}는 문제 {\displaystyle B}의 입력이다.
- 문제 {\displaystyle B}에 속하는 입력 {\displaystyle f(x)}의 해가 {\displaystyle y}일 때, {\displaystyle g(y)}는 문제 {\displaystyle A}의 입력 {\displaystyle x}에 해당하는 해이다.
- 입력 {\displaystyle x}에 대한 최적 비용이 {\displaystyle OPT_{A}(x)}일 때, 모든 {\displaystyle x}에 대해 {\displaystyle \mathrm {OPT_{B}} (f(x))\leq \alpha \mathrm {OPT_{A}} (x)}를 만족하는 양수 {\displaystyle \alpha }가 존재한다.
- 입력 {\displaystyle f(x)}의 해가 {\displaystyle y}일 때, 모든 {\displaystyle y}에 대해 {\displaystyle |\mathrm {OPT_{A}} (x)-c_{A}(g(y))|\leq \beta |\mathrm {OPT_{B}} (f(x))-c_{B}(y)|}를 만족하는 양수 {\displaystyle \beta }가 존재한다.

L-환산이 존재할 경우, 만약 A에 대한 {\displaystyle \epsilon }-근사 알고리즘이 존재한다면 그 알고리즘은 B에 대한 {\displaystyle \alpha \beta \epsilon }-근사 알고리즘으로도 사용할 수 있다. 즉, B에 대한 다항 시간 근사 해법(PTAS)이 존재하게 된다.